# Hrabstwo Worth (Iowa)
Hrabstwo Winneshiek – hrabstwo w Stanach Zjednoczonych w stanie Iowa.

## Miasta
| - Fertile - Grafton - Hanlontown | - Joice - Kensett | - Manly - Northwood |

## Sąsiednie hrabstwa
- Hrabstwo Freeborn
- Hrabstwo Mower
- Hrabstwo Mitchell
- Hrabstwo Cerro Gordo
- Hrabstwo Winnebago